# Gays Mills
Gays Mills é uma vila localizada no estado norte-americano de Wisconsin, no Condado de Crawford.

## Demografia
Segundo o censo norte-americano de 2000, a sua população era de 625 habitantes.
Em 2006, foi estimada uma população de 607, um decréscimo de 18 (-2.9%).

## Geografia
De acordo com o United States Census Bureau tem uma área de
12,0 km², dos quais 11,9 km² cobertos por terra e 0,1 km² cobertos por água. Gays Mills localiza-se a aproximadamente 219 m acima do nível do mar.

## Localidades na vizinhança
O diagrama seguinte representa as localidades num raio de 16 km ao redor de Gays Mills.